# Thyon-Dixence
La course Thyon-Dixence est une course de montagne reliant la station de Thyon au barrage de la Grande-Dixence dans le canton du Valais en Suisse. Elle a été créée en 1982 par la société de gymnastique La Gentiane de Mâche sur Hérémence.

## Histoire
En 1977, le ski-club d'Hérémence crée le tour d'Hérémence, une course en montagne dans le val d'Hérémence. Les courses de montagnes telles que Sierre-Montana ou Sierre-Zinal connaissent un succès croissant. Quelques années plus tard, les membres de la Gentiane, dont plusieurs sont également membres du ski-club, décident de créer une nouvelle course à pied reliant Thyon au barrage de la grande Dixence. La course naît en 1982.
Albrecht Moser remporte la première édition. La course rencontre rapidement un succès international. En 1990, le champion du monde colombien Jairo Correa remporte sa deuxième victoire en signant un temps record de 1 h 8 min 28 s.
Isabella Moretti remporte la victoire en 1994 avec un record féminin de 1 h 21 min 7 s qui ne sera battu que des années plus tard par la Kényane Lucy Wambui Murigi.
À plusieurs reprises, le vainqueur de la course a également remporté Sierre-Zinal courue une semaine après, tels Véronique Marot en 1985 et 1987, Ricardo Mejía en 1998, 1999, 2001 et 2004 et plus récemment Lucy Wambui Murigi en 2015, 2017 et 2018.
L'édition 2020 est annulée en raison de la pandémie de Covid-19.
En 2022, le Kényan Patrick Kipngeno s'impose en 1 h 6 min 57 s, battant d'une minute et demi le record du parcours détenu depuis 32 ans par Jairo Correa.

## Parcours
Le parcours rallie la station de Thyon 2000 au barrage de la Grande-Dixence. D'une longueur de 16,35 km, il présente un dénivelé positif de 700 m et un dénivelé négatif de 475 m. Il contourne le mont Rouge puis longe la vallée en serpentant à flanc de montagne jusqu'à son point culminant, le Mirador à 2 420 m d'altitude. Il redescend finalement jusqu'au barrage de la Grande-Dixence. Il a comme particularité de se situer entièrement au-dessus de 2 000 m d'altitude.
En 2025, un éboulement dans le val d'Hérémence rend inacessible la route qui mène au barrage. Les organisateurs décident de modifier le parcours et déplacent l'arrivée au hameau de Pralong. Le parcours ainsi modifié mesure 15,7 km pour 551 m de dénivelé positif et 1 031 m de dénivelé négatif.

## Palmarès
| Année | Hommes                                              | Temps                                               | Femmes                                              | Temps                                               |
| ----- | --------------------------------------------------- | --------------------------------------------------- | --------------------------------------------------- | --------------------------------------------------- |
| 1982  | Albrecht Moser                                      | 1 h 14 min 19 s                                     | Heide Brenner                                       | 1 h 44 min 57 s                                     |
| 1983  | Guido Rhyn                                          | 1 h 11 min 51 s                                     | Fatima Santos                                       | 1 h 38 min 13 s                                     |
| 1984  | Zoltán Kiss                                         | 1 h 13 min 21 s                                     | Véronique Marot                                     | 1 h 27 min 4 s                                      |
| 1985  | Jack Maitland                                       | 1 h 10 min 30 s                                     | Véronique Marot                                     | 1 h 26 min 14 s                                     |
| 1986  | Phil Makepiece                                      | 1 h 14 min 3 s                                      | Isabelle Pralong                                    | 1 h 38 min 19 s                                     |
| 1987  | Marco Bovier                                        | 1 h 11 min 24 s                                     | Véronique Marot                                     | 1 h 24 min 2 s                                      |
| 1988  | Marco Bovier                                        | 1 h 11 min 35 s                                     | Sally Goldsmith                                     | 1 h 24 min 12 s                                     |
| 1989  | Jairo Correa                                        | 1 h 9 min 43 s                                      | Sally Goldsmith                                     | 1 h 24 min 14 s                                     |
| 1990  | Jairo Correa                                        | 1 h 8 min 28 s                                      | Sally Goldsmith                                     | 1 h 25 min 56 s                                     |
| 1991  | Francisco Sánchez Martínez                          | 1 h 10 min 45 s                                     | Barbara Guericke                                    | 1 h 27 min 57 s                                     |
| 1992  | Francisco Sánchez Martínez                          | 1 h 10 min 1 s                                      | Barbara Guericke                                    | 1 h 29 min 48 s                                     |
| 1993  | Matt Carpenter                                      | 1 h 8 min 40 s                                      | Barbara Guericke                                    | 2 h 1 min 23 s                                      |
| 1994  | Jacinto López                                       | 1 h 19 min 13 s                                     | Isabella Moretti                                    | 1 h 21 min 7 s                                      |
| 1995  | German Fernandez                                    | 1 h 9 min 1 s                                       | Chantal Dällenbach                                  | 1 h 28 min 27 s                                     |
| 1996  | German Fernandez                                    | 1 h 10 min 16 s                                     | Fabiola Rueda-Oppliger                              | 1 h 28 min 17 s                                     |
| 1997  | Haile Koricho                                       | 1 h 9 min 14 s                                      | Isabella Crettenand-Moretti                         | 1 h 25 min 3 s                                      |
| 1998  | Ricardo Mejía                                       | 1 h 10 min 23 s                                     | Florence Kolly                                      | 1 h 30 min 10 s                                     |
| 1999  | Ricardo Mejía                                       | 1 h 9 min 30 s                                      | Ymer Etaferahu                                      | 1 h 25 min 52 s                                     |
| 2000  | Billy Burns                                         | 1 h 12 min 26 s                                     | Irina Poupaza-Souvorova                             | 1 h 29 min 17 s                                     |
| 2001  | Ricardo Mejía                                       | 1 h 9 min 44 s                                      | Angela Mudge                                        | 1 h 22 min 39 s                                     |
| 2002  | Ricardo Mejía                                       | 1 h 9 min 10 s                                      | Angela Mudge                                        | 1 h 23 min 12 s                                     |
| 2003  | Marco De Gasperi                                    | 1 h 9 min 36 s                                      | Zenebech Tola                                       | 1 h 23 min 28 s                                     |
| 2004  | Ricardo Mejía                                       | 1 h 11 min 4 s                                      | Isabelle Guillot                                    | 1 h 27 min 5 s                                      |
| 2005  | Bruno Heuberger                                     | 1 h 12 min 44 s                                     | Yolanda Fernandez                                   | 1 h 22 min 56 s                                     |
| 2006  | Ricardo Mejía                                       | 1 h 12 min 32 s                                     | Svetlana Netchaeva                                  | 1 h 30 min 27 s                                     |
| 2007  | Tolossa Chengere                                    | 1 h 11 min 25 s                                     | Isabella Crettenand-Moretti                         | 1 h 32 min 20 s                                     |
| 2008  | Tesfay Felfele                                      | 1 h 11 min 9 s                                      | Angela Mudge                                        | 1 h 28 min 32 s                                     |
| 2009  | David Schneider                                     | 1 h 12 min 43 s                                     | Angela Mudge                                        | 1 h 28 min 51 s                                     |
| 2010  | César Costa                                         | 1 h 22 min 44 s                                     | Victoria Wilkinson                                  | 1 h 29 min 29 s                                     |
| 2011  | César Costa                                         | 1 h 11 min 39 s                                     | Lindsey Brindle                                     | 1 h 38 min 46 s                                     |
| 2012  | César Costa                                         | 1 h 13 min 27 s                                     | Laura Hrebec                                        | 1 h 32 min 58 s                                     |
| 2013  | Juan Carlos Cardona                                 | 1 h 10 min 34 s                                     | Aline Camboulives                                   | 1 h 27 min 5 s                                      |
| 2014  | Isaac Kosgei                                        | 1 h 9 min 52 s                                      | Lucy Wambui Murigi                                  | 1 h 20 min 31 s                                     |
| 2015  | Isaac Kosgei                                        | 1 h 11 min 28 s                                     | Lucy Wambui Murigi                                  | 1 h 19 min 51 s                                     |
| 2016  | Isaac Kosgei                                        | 1 h 10 min 54 s                                     | Sarah Tunstall                                      | 1 h 26 min 52 s                                     |
| 2017  | Geoffrey Ndungu                                     | 1 h 11 min 24 s                                     | Lucy Wambui Murigi                                  | 1 h 20 min 5 s                                      |
| 2018  | Japhet Mwenda Mutwiri                               | 1 h 13 min 22 s                                     | Lucy Wambui Murigi                                  | 1 h 23 min 41 s                                     |
| 2019  | Petro Mamu                                          | 1 h 8 min 41 s                                      | Lucy Wambui Murigi                                  | 1 h 22 min 35 s                                     |
| 2020  | Course annulée en raison de la pandémie de Covid-19 | Course annulée en raison de la pandémie de Covid-19 | Course annulée en raison de la pandémie de Covid-19 | Course annulée en raison de la pandémie de Covid-19 |
| 2021  | Lengen Lolkurraru                                   | 1 h 9 min 8 s                                       | Purity Kajuju Gitonga                               | 1 h 19 min 28 s                                     |
| 2022  | Patrick Kipngeno                                    | 1 h 6 min 57 s                                      | Philaries Kisang                                    | 1 h 20 min 41 s                                     |
| 2023  | Philemon Ombogo Kiriago                             | 1 h 9 min 11 s                                      | Joyce Muthoni Njeru                                 | 1 h 18 min 54 s                                     |
| 2024  | Paul Machoka                                        | 1 h 9 min 49 s                                      | Joyce Muthoni Njeru                                 | 1 h 19 min 51 s                                     |
| 2025  | Philemon Ombogo Kiriago                             | 56 min 58 s                                         | Joyce Muthoni Njeru                                 | 1 h 4 min 34 s                                      |

 Record de l'épreuve